# میرکو کاسپر
میرکو کاسپر (انگلیسی: Mirko Casper؛ زادهٔ ۱ مارس ۱۹۸۲) بازیکن فوتبال اهل آلمان است.
از باشگاه‌هایی که در آن بازی کرده‌است می‌توان به باشگاه فوتبال بایر ۰۴ لورکوزن، باشگاه فوتبال اس‌سی فورتونا کلن، و باشگاه فوتبال آلمانیا آخن اشاره کرد.